# Batistia annulipes
Batistia annulipes är en svampart som först beskrevs av Jean François Montagne, och fick sitt nu gällande namn av Raffaele Ciferri 1958. Batistia annulipes ingår i släktet Batistia och familjen Batistiaceae.   Inga underarter finns listade i Catalogue of Life.